# NGC 4373
NGC 4373 is een elliptisch sterrenstelsel in het sterrenbeeld Centaur. Het hemelobject werd op 8 juni 1834 ontdekt door de Britse astronoom John Herschel.

## Synoniemen
- ESO 322-6
- MCG -6-27-25
- AM 1222-392
- DCL 38
- PGC 40498